# Las señoritas de Rochefort
Las señoritas de Rochefort (en francés, Les Demoiselles de Rochefort; en inglés, The Young Girls of Rochefort) es una película musical francesa de 1967 dirigida por Jacques Demy, con la actuación de Catherine Deneuve y su hermana Françoise Dorléac, Jacques Perrin, Michel Piccoli, Danielle Darrieux, George Chakiris, Grover Dale y Gene Kelly.
La película fue candidata a los Oscars en 1969 en las modalidades de mejor banda sonora, mejor música y mejor musical, y recibió el Premio Max Ophüls de 1967.

## Argumento
Delphine y Solange Garnier, dos gemelas que se ganan la vida dando clases de música y danza, deciden marcharse a París para proseguir sus respectivas carreras profesionales y encontrar a su hombre ideal. El último fin de semana que pasan en Rochefort cambia por completo sus vidas... y las de casi toda la población tras la llegada de un nutrido grupo de feriantes que se instala en la plaza principal.

## Reparto
- Catherine Deneuve: Delphine Garnier.
- George Chakiris: Étienne.
- Françoise Dorléac (como Françoise Dorleac): Solange Garnier.
- Jacques Perrin: Maxence.
- Michel Piccoli: Simon Dame.
- Grover Dale: Bill.
- Jacques Riberolles: Guillaume Lancien.
- Geneviève Thénier (como Geneviève Thenier): Josette.
- Henri Crémieux (como Henri Cremieux): Subtil Dutrouz.
- Pamela Hart: Judith.
- Leslie North: Esther.
- Patrick Jeantet: Boubou.
- Gene Kelly: Andy Miller.
- Danielle Darrieux: Yvonne Garnier.
- René Pascal: Pépé.
- Dorothée Blanck: Transeúnte

## Sobre la película
- Françoise Dorléac murió en un accidente de coche tres meses después del estreno de la película.

- Danielle Darrieux es la única actriz de la película que no fue doblada en las canciones.

- Agnès Varda, esposa de Jacques Demy, rodó en 1993 el documental Les Demoiselles ont eu 25 ans (Las Señoritas han cumplido 25 años) sobre el rodaje de la película y la huella que dejó en los habitantes de Rochefort.

- En 2003, Gérard Louvin produjo un musical basado en el libreto original y dirigido por Redha bajo la supervisión de Michel Legrand. Para la ocasión, este compuso cuatro nuevas canciones junto con Alain Boublil. El estreno tuvo lugar en el Palacio de Congresos de París, y el musical salió de gira por toda Francia.
- Esta película, además de otros musicales, inspiró al director Damien Chazelle al realizar la oscarizada película La La Land.[1]